# أندرو ستيوارت ماكنزي
أندرو ستيوارت ماكنزي (بالإنجليزية: Andrew Mackenzie)‏ هو رائد أعمال وكبير الإداريين التنفيذيين بريطاني، ولد في 20 ديسمبر 1956 في اسكتلندا في المملكة المتحدة.

## روابط خارجية
- أندرو ستيوارت ماكنزي على موقع مونزينجر (الألمانية)